# Mitchell Ivey
Mitchell Ivey (San José, Estados Unidos, 2 de febrero de 1949) es un nadador estadounidense retirado especializado en pruebas de estilo espalda, donde consiguió ser subcampeón olímpico en 1968 en los 200 metros.

## Carrera deportiva
En las Olimpiadas de México 1968 ganó la medalla de plata en los 200 metros espalda, con un tiempo de 2:10.6 segundos, tras el alemán Roland Matthes.
Participó de la Universiada de 1970 en Turín, Italia, donde ganó la medalla de oro en 100 metros espalda, 200 metros espalda y relevo 4 x 100 metros cuatro estilos.
Dos años después, en los Juegos Olímpicos de Múnich 1972 ganó la medalla de bronce en 200 metros espalda, con un tiempo de 2:04.33 segundos, tras el alemán Roland Matthes que batió el récord del mundo con 2:02.82 segundos, y el también estadounidense Mike Stamm (plata con 2:04.09 segundos). En esa ocasión también participó de la prueba de relevo 4 × 100 metros cuatro estilos, pero no compitió en la final, razón por la cual no recibió la medalla de oro que ganó su equipo.
Tras su retiro en 1974, se convirtió en entrenador, trabajando durante más de tres décadas en varios clubes, escuelas y universidades de Estados Unidos y Canadá hasta su suspensión de por vida en 2013, motivada por las denuncias en su contra por comportamiento sexual inapropiado que realizaron varias mujeres a las que entrenó.

## Palmarés internacional
| Juegos Olímpicos | Juegos Olímpicos          | Juegos Olímpicos  | Juegos Olímpicos |
| Año              | Lugar                     | Medalla           | Prueba           |
| ---------------- | ------------------------- | ----------------- | ---------------- |
| 1972             | Munich (Alemania)         | Medalla de bronce | 200 m espalda    |
| 1968             | Ciudad de México (México) | Medalla de plata  | 200 m espalda    |

## Vida personal
Es padre del exjugador de baloncesto Jeb Ivey.